# FUDOFSI
Die FUDOFSI oder auch Fédération Universelle des Ordres Fraternités et Sociétés des Initiés ist ein Bund von Intiatenorden und Mysterienschulen. Diese Vereinigung wurde im Februar 1939 als Gegenbund zur FUDOSI gegründet und richtete sich insbesondere gegen den von Harvey Spencer Lewis gegründeten AMORC. Dabei handelte es sich bei der FUDOFSI größtenteils um ausgeschlossene bzw. nicht in die FUDOSI aufgenommenen Orden. Gründungsmitglieder der FUDOFSI waren Reuben Swinburne Clymer, Gründer der rosenkreuzerischen Fraternitas Rosæ Crucis, und der Martinist Constant Chevillon, der damalige Kopf des L'Ordre Martiniste De Lyon.
Mitglieder des ersten und einzigen Pariser Konvents waren im Jahre 1939:
- Fraternitas Rosæ Crucis
- Fraternitas Rosicruciana Antiqua
- L'Ordre de Saint Graal
- L'Ordre Martiniste de Lyon
- L'Eglise Gnostique Universelle
- Ordo Templi Orientis (schweizerischer Zweig)
- Rite Ecossais Rectifie